# Moosonee
Moosonee – miejscowość w Kanadzie, w prowincji Ontario, w dystrykcie Cochrane.
Miejscowość leży na zachodnim brzegu rzeki Moose, ok. 19 km na południe od Zatoki Jamesa. Stanowi koniec linii kolejowej Ontario Northland. Nie jest możliwy dojazd drogą.
Powierzchnia Moosonee to 555,35 km². Według danych spisu powszechnego z roku 2006 Moosonee liczy 2006 mieszkańców (3,6 os./km²).

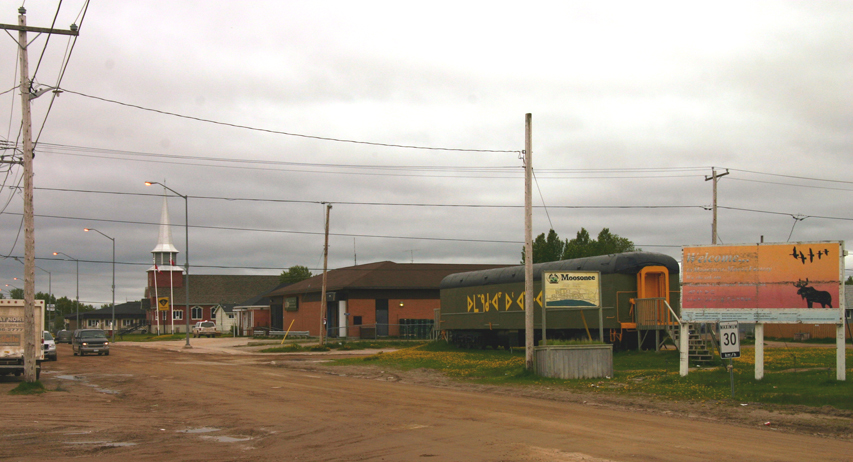
Moosonee